# آی‌ای ۳۵ اوانکرو
دینفیا آی ای ۳۵ اُوانکِرو (به اسپانیایی: DINFIA IA 35 Huanquero)یک هواپیمای چندمنظوره دو موتوره ساخت آرژانتین که توسط اداره ملی ساخت و تحقیقات هوانوردی
(به اسپانیایی: National Directorate of Aeronautical Manufacturing and Research,) نام اختصاری «DINFIA»، جانشین شرکت اینستوتو آئروتکنیکو (مؤسسه فن آوری هوایی) در اوایل دهه ۱۹۵۰ طراحی و تولید شد.

## توسعه
دینفیا آی ای ۳۵ اُوانکِرو اولین هواپیمای طراحی شده توسط اداره ملی ساخت و تحقیقات هوانوردی (DINFIA)) بود که وارد خط تولید شد. یک هواپیمای تک‌باله دو موتوره تمام فلزی (به جز شَهپَرها که با روکش پارچه ای پوشانیده شده بود)، با بال پایین و دارای دمی با دو باله نصب شده بالا، با سکان و ارابه فرود سه چرخه جمع‌شونده بود. پیشرانه هواپیما توسط دو موتور شعاعی ای.آی ایی- ۱۹ آر  ال ایندیو (به اسپانیایی: I.Ae. 19R El Indio) بود.
تیم طراحی این هواپیما، توسط پروفسور آلمانی کورت تانک، طراح سابق شرکت
فوکه-وولف هدایت می‌شد که وی همچنین جنگنده جت پولکی-۲ را بر اساس جت جنگنده دوران جنگ جهانی دوم فوکه-وولف تی.ای ۱۸۳، طراحی نمود.
نمونه اولیه برای اولین بار در ۲۱ سپتامبر ۱۹۵۳ (۳۰ شهریور ۱۳۳۲ خورشیدی) به پرواز درآمد و پس از آن برنامه‌ریزی برای تولید یک دسته ۱۰۰ فروندی از این هواپیما انجام شد. اولین هواپیمای تولیدی در ۲۹ مارس ۱۹۵۷ پرواز کرد.اما تنها نیمی از کمتر از هواپیماهای برنامه‌ریزی شده ساخته شد و تولید این هواپیما در اوایل سالهای ۱۹۶۰ متوقف شد.

## گونه‌ها

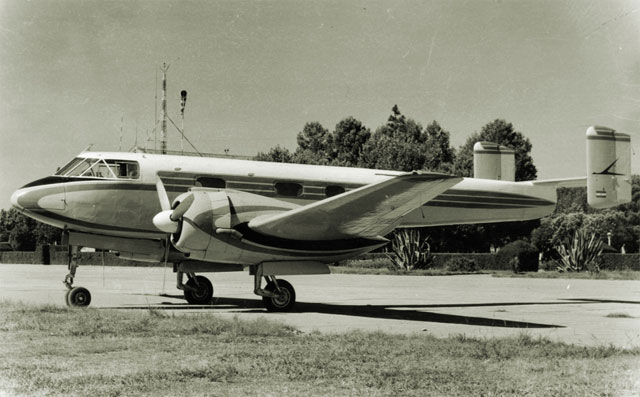
نمونه آزمایشی پاندورا

آی ای ۳۵ تیپ ۱ ای
گونه آموزشی برای ناوبری و کارافزار، با پیشرانه دو موتور شعاعی ای.آی - ۱۹ آر  ال ایندیو.
آی ای ۳۵ تیپ ۱ بی
گونه بمب افکن منشعب شده از گونه ا ای، مجهز به دو قبضه تیربار ۱۲٫۷ میلیمتر (۰٫۵۰۰ اینچ)  برونینگ و جایگاه‌های حمل بمب تا ظرفیت ۱۰۰ کیلوگرم (۲۲۰٫۴۶۲ پوند) و چهارجایگاه برای حمل راکت در زیر بالها.
آی ای ۳۵ تیپ ۱ یو
گونه بمب افکن آموزشی و آموزش توپ‌های هوایی، با پیشرانه دو موتور شعاعی ای. آی - ۱۹ اس آر۱ ال ایندیو به قدرت هریک ۷۵۰ اسب بخار(۵۹۹ کیلووات).
آی ای ۳۵ تیپ ۲
گونه ترابری سبک با سه خدمه و طرفیت هفت مسافر و پیشرانه دو موتور شعاعی ای. آی - ۱۹ آر ال ایندیو.
آی ای ۳۵ تیپ ۳
گونه آمبولانس هوایی با سه خدمه و ظرفیت حمل چهار برانکارد به همراه خدمه، و پیشرانه دو موتورای. آی - ۱۹ آر ال ایندیو.
آی ای ۳۵ تیپ ۴
گونه عکسبرداری و شناسایی، دارای سه خدمه و اپراتور دوربین، پیشرانه دو موتورای. آی - ۱۹ آر ال ایندیو.
آی ای ۳۵-ایکس-۳-پاندورا
گونه مسافری، با توانای حمل ۱۰ مسافر، پیشرانه دو موتور شعاعی ای. آی - ۱۹ اس آر۱ ال ایندیو به قدرت هریک ۷۵۰ اسب بخار(۵۹۹ کیلووات).
ای ای کونستانسیا ۲
نام گذاری اولیه گوارانی-۱، مجهز به موتورهای توربوپراپ توربومکا بَستان.
آی ای ۳۵ گوارانی ۱
آی ای ۵۰ گوارانی ۲

## هواپیماهای باقی مانده

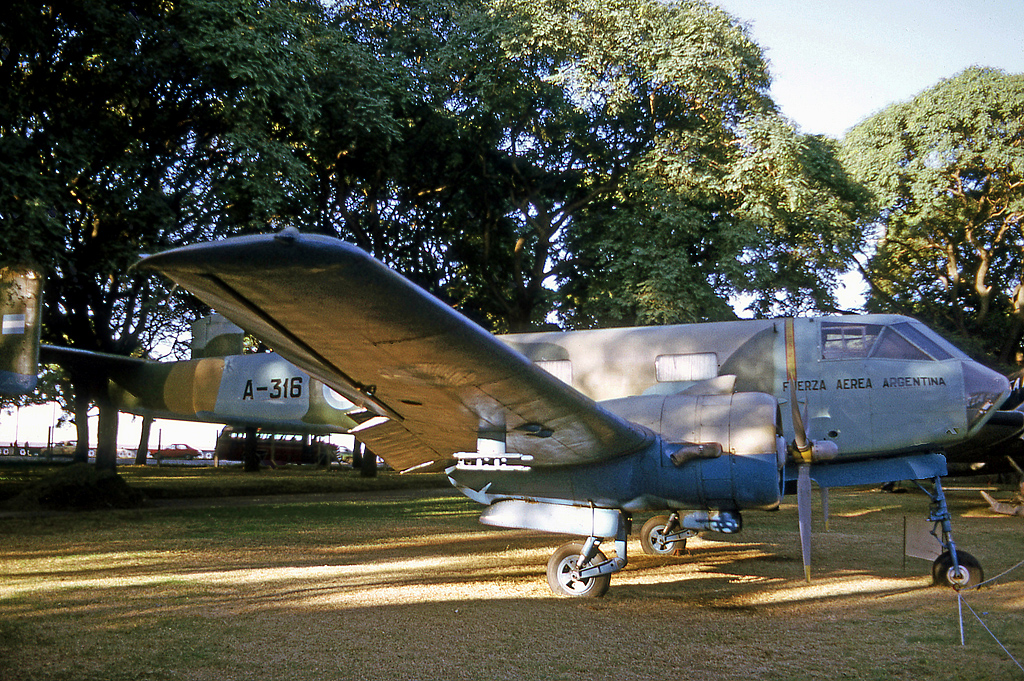
آی ای ۳۵ اُوانکِرو ای-۳۱۶ در موزه ملی هوانوردی آرژانتین

- یک فروند اُوانکِرو به شماره ای-۳۱۶ (جمعی سابق ناوگان نیروی هوایی آرژانتین) در موزه ملی هوانوردی آرژانتین واقع در مورون - بوئنوس آیرس نگهداری شده و به نمایش گذاشته شده است.[۴][۵]

## کاربران
آرژانتین
نیروی هوایی آرژانتین

## مشخصات (آی ای ۳۵ تیپ ۱ ای)
داده‌ها از Jane's All The World's Aircraft 1961–62
ویژگی‌های عمومی
- خدمه: ۸ (خلبان، کمک خلبان، اپراتور رادار، مربی (چتربازی) و ۴ کارآموز)
- طول: ۱۳٫۹۸ متر (۴۵ فوت ۱۰ اینچ)
- پهنای بال: ۱۹٫۶ متر (۶۴ فوت ۴ اینچ)
- مساحت بال‌ها: ۴۲ متر مربع (۴۵۰ فوت مربع)
- نسبت اندازه: ۹:۱
- ایرفویل: root: NACA 633-218; tip: NACA 631-212[۷]
- وزن خالی: ۳٬۵۰۰ کیلوگرم (۷٬۷۱۶ پوند)
- وزن ناخالص: ۵٬۷۰۰ کیلوگرم (۱۲٬۵۶۶ پوند)
- ظرفیت سوخت: ۱٬۲۰۰ لیتر (۳۱۷ گالون آمریکایی؛ ۲۶۴ گالون بریتانیایی) در دو مخرن مستفر در بالها، با فضای پیش‌بینی شده برای ذخیره ۶۵۰ لیتر (۱۷۲ گالون آمریکایی؛ ۱۴۳ گالون بریتانیایی)
- پیشرانه: ۲ عدد موتور شعاعی ۹ سیلندر هوا-خنک آی.ای ایی.۱۹ آر ال ایندیو, ۴۶۰ کیلووات (۶۲۰ اسب بخار)  در هر موتور
- ملخ‌ها: سهملخه از نوع آرای۲۵۸۶ با زاویه ملخ قابل تنظیم

عملکرد
- حداکثر سرعت: ۳۶۲ کیلومتر بر ساعت (۲۲۵ مایل بر ساعت، ۱۹۵ گره) در ۳٬۰۰۰ متر (۹٬۸۰۰ فوت)
- سرعت کروز: ۳۲۰ کیلومتر بر ساعت (۲۰۰ مایل بر ساعت، ۱۷۰ گره) در ۳٬۰۰۰ متر (۹٬۸۰۰ فوت) (در حالت پایاسیر اقتصادی)
- بُرد: ۱٬۵۷۰ کیلومتر (۹۸۰ مایل، ۸۵۰ مایل دریایی) حداکثر سوخت داخلی
- مداومت پروازی: ۴ ساعت و ۴۰ دقیقه (۷ ساعت و ۴۰ دقیقه با مخزن سوخت بیرونی)
- حداکثر ارتفاع: ۶٬۴۰۰ متر (۲۱٬۰۰۰ فوت)
- سقف پرواز بیشینه: ۶٬۶۰۰ متر (۲۱٬۷۰۰ فوت)
- نرخ صعود: ۵ متر بر ثانیه (۹۸۰ فوت بر دقیقه)